# Marijampolė
Marijampolė (escucharⓘ; en polaco: Mariampol, en ruso: Мария́мполе; de 1955 a 1989 Kapsukas) es una ciudad del sur de Lituania, capital de la provincia de Marijampolė y del municipio de su mismo nombre. Tenía 36.600 habitantes en 2017. Es el principal centro de la región histórica y cultural de Sudovia (Suvalkija).

## Geografía
Marijampolė se encuentra en el sur de Lituania, a unos 50 km al suroeste de Kaunas y a unos 125 km al oeste de la capital, Vilna, cerca de las fronteras con Polonia (al sur) y con el óblast de Kaliningrado (al oeste), un enclave que forma parte de la Federación de Rusia.
Está cerca del lago Vištytis. El río Šešupė divide la ciudad en dos partes, que están conectadas por seis puentes.

## Historia
La ciudad debe su nombre a los padres marianos, es decir, a los religiosos de la Congregación de Clérigos Marianos de la Inmaculada Concepción de la Beata Virgen María (en latín: Congregatio Clericorum Marianorum ab Inmaculata Conceptione Beatissimae Virginis Mariae), invitados a establecerse aquí en 1758 por la condesa Pranciška Ščiukaitė-Butlerienė, y que construyeron una iglesia, un monasterio y varios edificios civiles.
Su nombre está compuesto por Marijam- (la Virgen María) y el sufijo -polė, derivado de la palabra griega πόλις (polis), que significa "ciudad". Su nombre polaco (Mariampol) y ruso (Мария́мполе, Mariyámpole) tienen el mismo origen.
En 1792, el rey Estanislao II Augusto Poniatowski de Polonia le otorgó el estatuto de ciudad, dotada del derecho de Magdeburgo.
Tras la tercera partición de Polonia (1795), que puso fin al estado polaco, pasó a formar parte de los territorios anexados por Prusia (provincia de Nueva Prusia Oriental); posteriormente pasó al Ducado de Varsovia instituido por Napoleón a raíz del Tratado de Tilsit en 1807 (Departamento de Łomża). Después del Congreso de Viena, pasó a pertenecer al Reino de Polonia, atribuido al zar Alejandro I de Rusia.
El 22 de abril de 1831, durante el llamado Levantamiento de Noviembre, tuvo lugar una batalla en Mariampol, ganada por las fuerzas rusas.
Tras la Primera Guerra Mundial, durante el establecimiento de la República de Polonia y la República de Lituania, Mariampol y su región fueron incluidas en 1919 en el voivodato polaco de Białystok.
Durante el verano de 1941, 5.158 judíos de la ciudad fueron asesinados. Un Einsatzgruppe compuesto por alemanes y sus colaboradores lituanos perpetraron varias ejecuciones masivas.
En septiembre de 1944, la ciudad fue escenario de violentos enfrentamientos entre alemanes y soviéticos.
Bajo la ocupación soviética, durante el período comprendido entre 1956 a 1989, la ciudad fue nombrada oficialmente Kapsukas, en honor a Vincas Kapsukas, fundador del Partido Comunista de Lituania. El antiguo nombre fue restaurado poco antes de que Lituania recuperase su independencia.

## Patrimonio

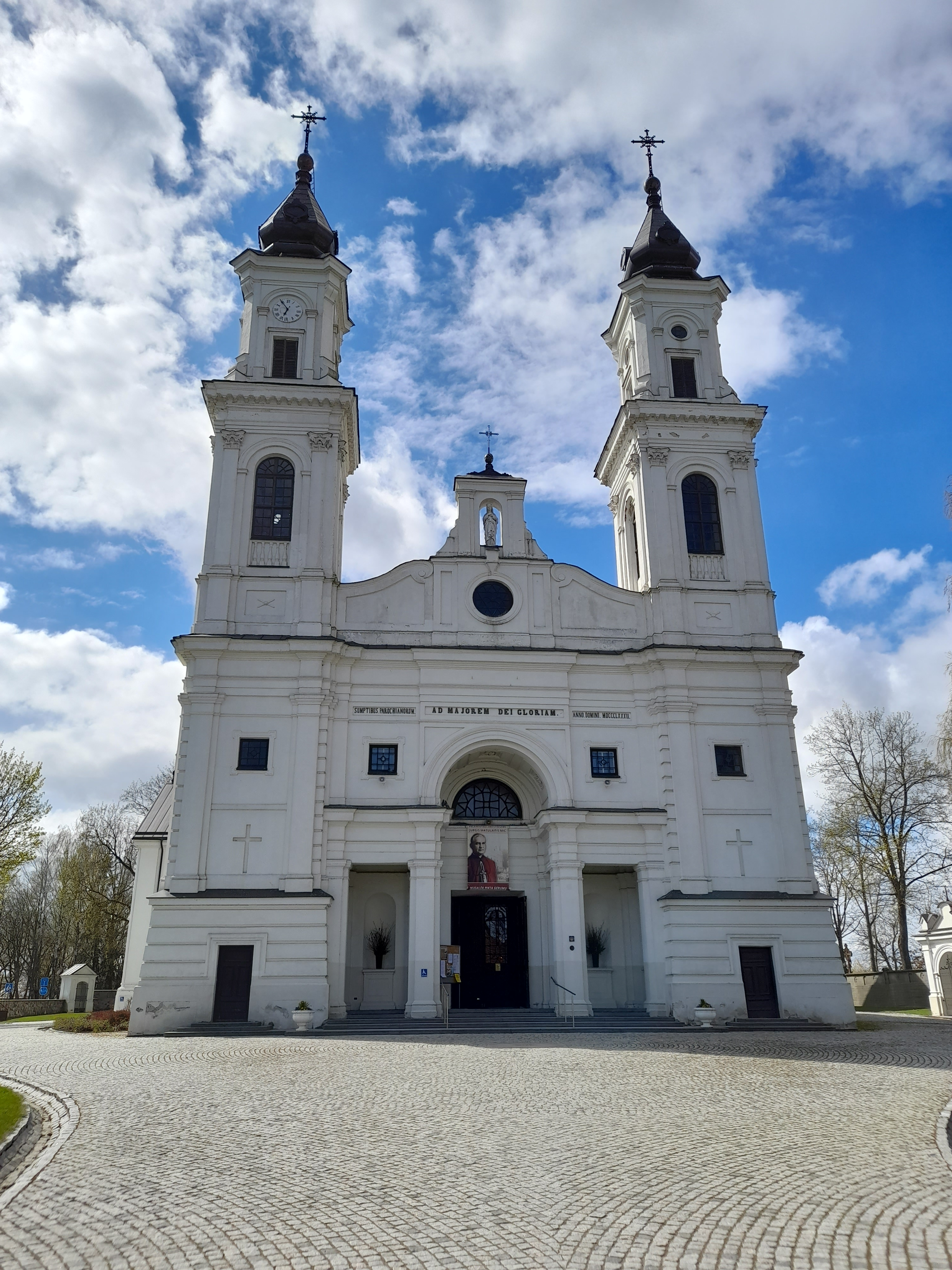
Basílica del Arcángel San Miguel

- La iglesia del Arcángel San Miguel (Šv. arkangelo Mykolo bazilika) es una iglesia católica que en 1992 fue declarada basílica menor por el papa Juan Pablo II. Depende de la diócesis de Vilkaviškis. Aquí está enterrado el arzobispo Jorge Matulaitis, quien en 1987 fue declarado beato por el Papa, hecho que hace que la iglesia sea un importante lugar de peregrinación tanto para lituanos como para extranjeros.

## Economía
La mayoría de los habitantes de Marijampolė trabajan en empresas de la industria ligera, incluyendo la construcción, el transporte, el comercio y otras empresas de servicios.
La ciudad es también el centro de una importante región agrícola y alberga instalaciones de producción en el campo de la industria alimentaria y mecánica (especialmente para uso agrícola). En los últimos años, Marijampolė se ha convertido en uno de los mayores mercados de automóviles usados de Europa.
Para dar facilidades legales y administrativas a los inversores se ha establecido una Zona Económica Especial, la Zona Económica Libre de Marijampolė.

## Cultura

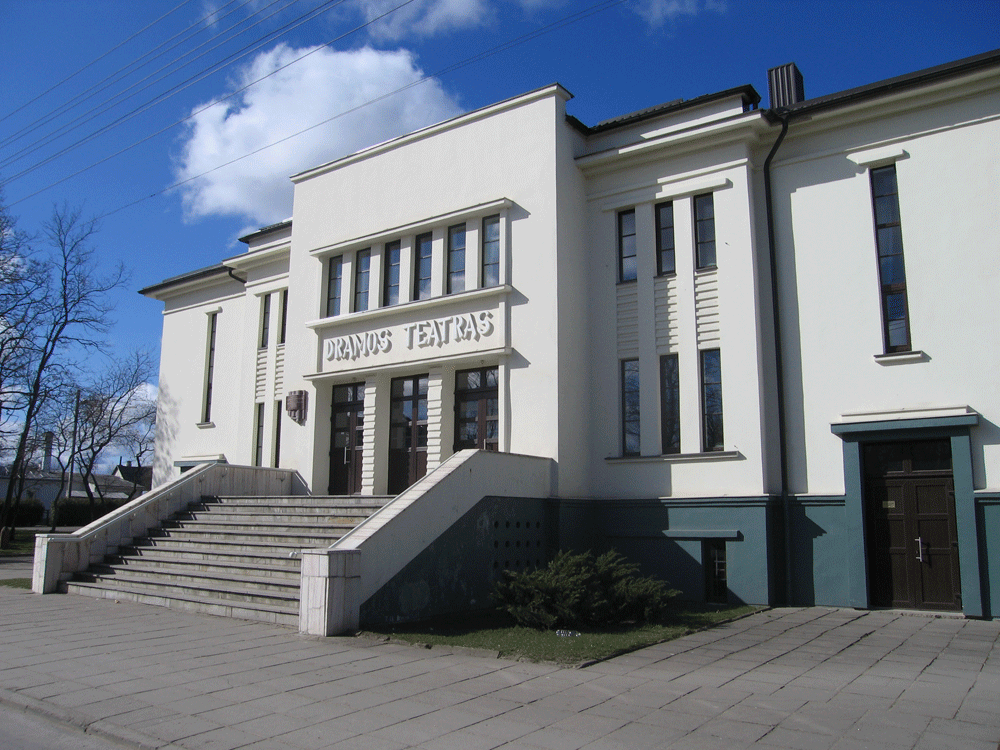
Teatro de Marijampolė

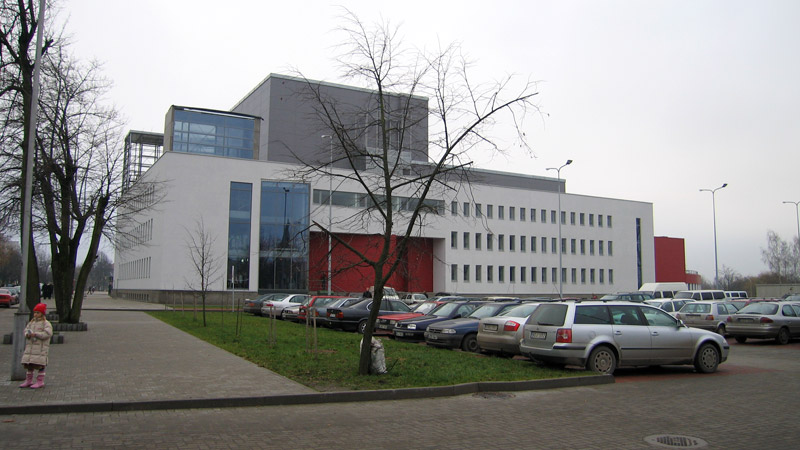
Palacio de Cultura

Marijampolė cuenta con un Palacio de Cultura, un cine y un teatro municipal. Los medios de comunicación locales de Marijampolė comprenden una cadena local de televisión, una cadena local de radio, los periódicos Marijampolės laikraštis, Suvalkietis, TV savaitė y Sugrįžimai, y la revista Suvalkija. 

## Deportes
El club de fútbol Sūduva Marijampolė es el más importante de la ciudad.

## Educación

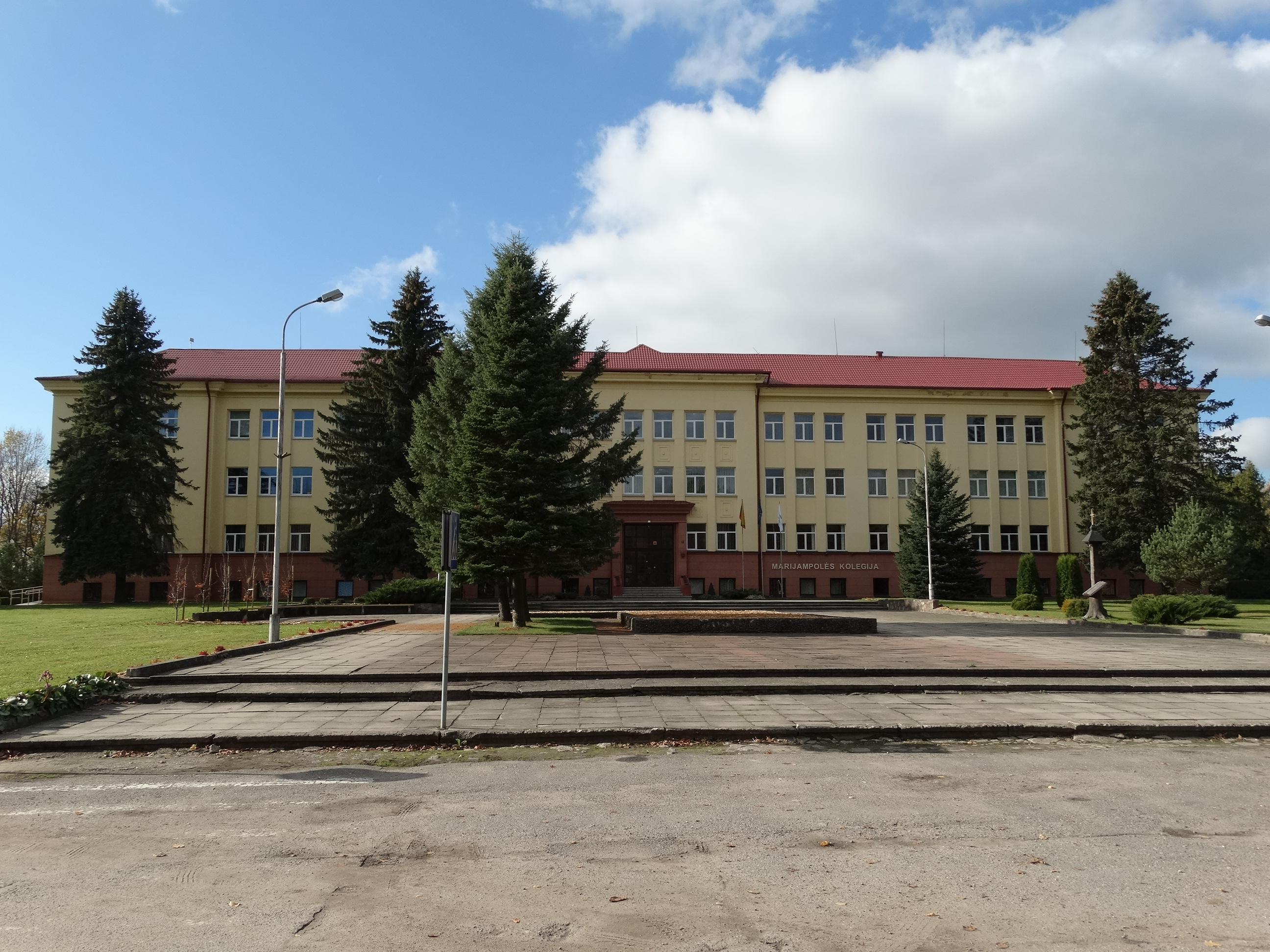
Escuela Superior de Marijampolė (Marijampolės kolegija)

Marijampolė cuenta con las siguientes instituciones educativas: 9 centros de enseñanza preescolar, 6 guarderías, 1 escuela primaria, 12 escuelas secundarias inferiores, 9 escuelas secundarias, 1 gimnasio, una escuela de jóvenes, un centro de educación de adultos, 5 centros de formación adicionales, 3 centros no estatales de enseñanza, una escuela de música de la cultura cristiana, la escuela secundaria de Marijonai, y la escuela de idiomas R. Vosylienė.

## Transporte

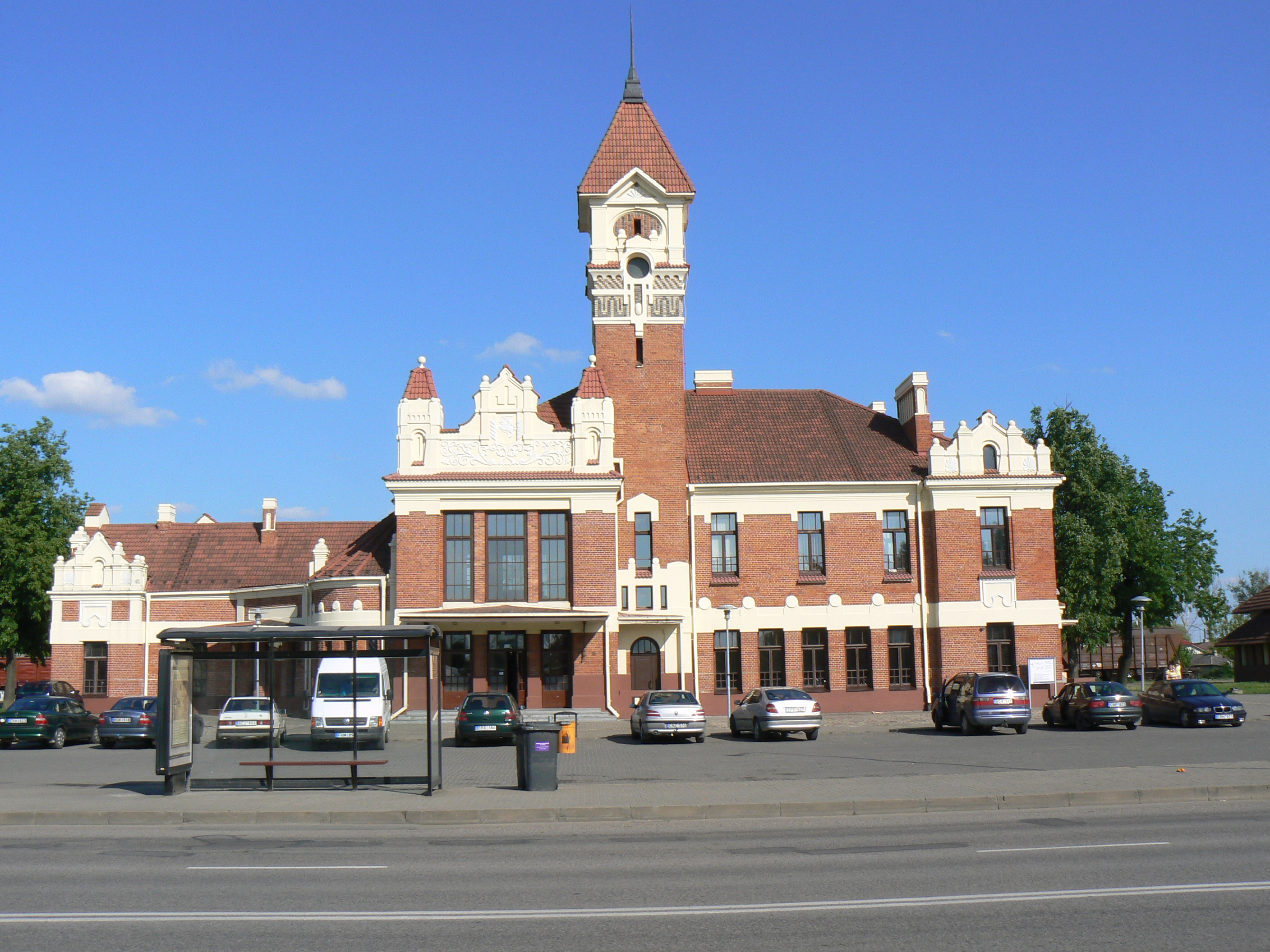
Fachada de la estación de ferrocarril de Marijampolė

Marijampolė está bien conectada con el resto de Lituania. Por ella pasa el ferrocarril Kaunas-Šestokai-Alytus. Vilna (capital de Lituania) está a 139 km, Klaipėda está a 231 km, y la frontera con Polonia está a sólo 38 kilómetros de distancia. Marijampolė se ubica en el cruce de dos importantes vías de comunicación: la Vía Báltica (que conecta Helsinki con el centro y sur de Europa) y la que une Kaliningrado con Minsk.

## Ciudades hermanadas
Marijampolė mantiene un hermanamiento de ciudades con:
- Bergisch Gladbach, Renania del Norte-Westfalia, Alemania.
- Cherniajovsk, Noroeste, Rusia.
- Kokkola, Finlandia.
- Kvam, Hordaland, Noruega.
- Lesja, Oppland, Noruega.
- Mayo, Irlanda.
- Piotrków Trybunalski, Łódź, Moldavia.
- Reșița, Rumania.
- Rogoźno, Gran Polonia, Polonia.
- Saligorsk, Minsk, Bielorrusia.
- Suwałki, Podlaquia, Polonia.
- Valga, Estonia.
- Valka, Letonia.
- Viborg, Jutlandia Central, Dinamarca.

## Personas ilustres
- Israëlis Bidermanas (1911-1980), fotógrafo franco-lituano
- Violeta Urmana (1961), cantante
- Darius Songaila (1978), jugador de baloncesto